# Poecilium zemlinae
Poecilium zemlinae är en skalbaggsart som först beskrevs av Plavilstshikov och Anufriev 1964.  Poecilium zemlinae ingår i släktet Poecilium och familjen långhorningar. Inga underarter finns listade i Catalogue of Life.